# 나가이 가즈마
나가이 가즈마(일본어: 長井 一真, 1998년 11월 2일~)는 일본의 축구 선수이다.

## 구단 경력
그는 2020년 J2리그의 교토 상가 FC에 입단했다. 2021년 J2리그 준우승으로 J1리그로 승격했다. 2023년 J2리그의 미토 홀리호크로 이적했다. 2024년까지 48경기에 출전하여, 3득점을 넣었다. 2025년 블라우블리츠 아키타로 이적했다.